# Bangkok Shocks, Saigon Shakes, Hanoi Rocks
Bangkok Shocks, Saigon Shakes, Hanoi Rocks è il primo album degli Hanoi Rocks, uscito nel marzo 1981 per l'Etichetta discografica Johanna Records.

## Tracce
1. Tragedy (McCoy) 3:54
2. Village Girl (McCoy) 3:10
3. Stop Cryin' (McCoy) 3:38
4. Don't Never Leave Me (McCoy) 3:55
5. Lost In The City (McCoy) 3:45
6. First Timer (McCoy) 5:26
7. Cheyenne (McCoy, Vincent, Grant) 3:21
8. 11th Street Kids (McCoy) 3:45
9. Walking With My Angel (Goffin, King) 2:10 (Hermans Hermits Cover)
10. Pretender (McCoy) 3:30

### Bonus track nella ristampa del 1997
- 11. I Want You (McCoy) 3:17
- 12. Kill City (McCoy, Örn) 4:30
- 13. Café Avenue (McCoy) 3:25
- 14. Desperados (McCoy) 4:01
- 15. Dead by X-Mas (McCoy) 3:02
- 16. Nothing New (McCoy) 3:18

## Formazione
- Michael Monroe – voce, sassofono, armonica
- Andy McCoy – Chitarra Solista
- Nasty Suicide – Chitarra Ritmica
- Sam Yaffa – basso
- Gyp Casino – batteria